# Абрамс, Грэйси
Гре́йси Мэ́дигэн А́брамс (Э́йбрамс) (англ. Gracie Madigan Abrams, род. 7 сентября 1999, Лос-Анджелес, Калифорния) — американская певица и автор песен. В 2019 году Абрамс подписала контракт со звукозаписывающим лейблом Interscope, на котором выпустила дебютный сингл «Mean It». С тех пор она выпустила мини-альбом Minor (2020), мини-альбом This Is What It Feels Like (2021) и дебютный полнометражный альбом Good Riddance (2023), а также провела три международных тура в их поддержку.

## Ранние годы

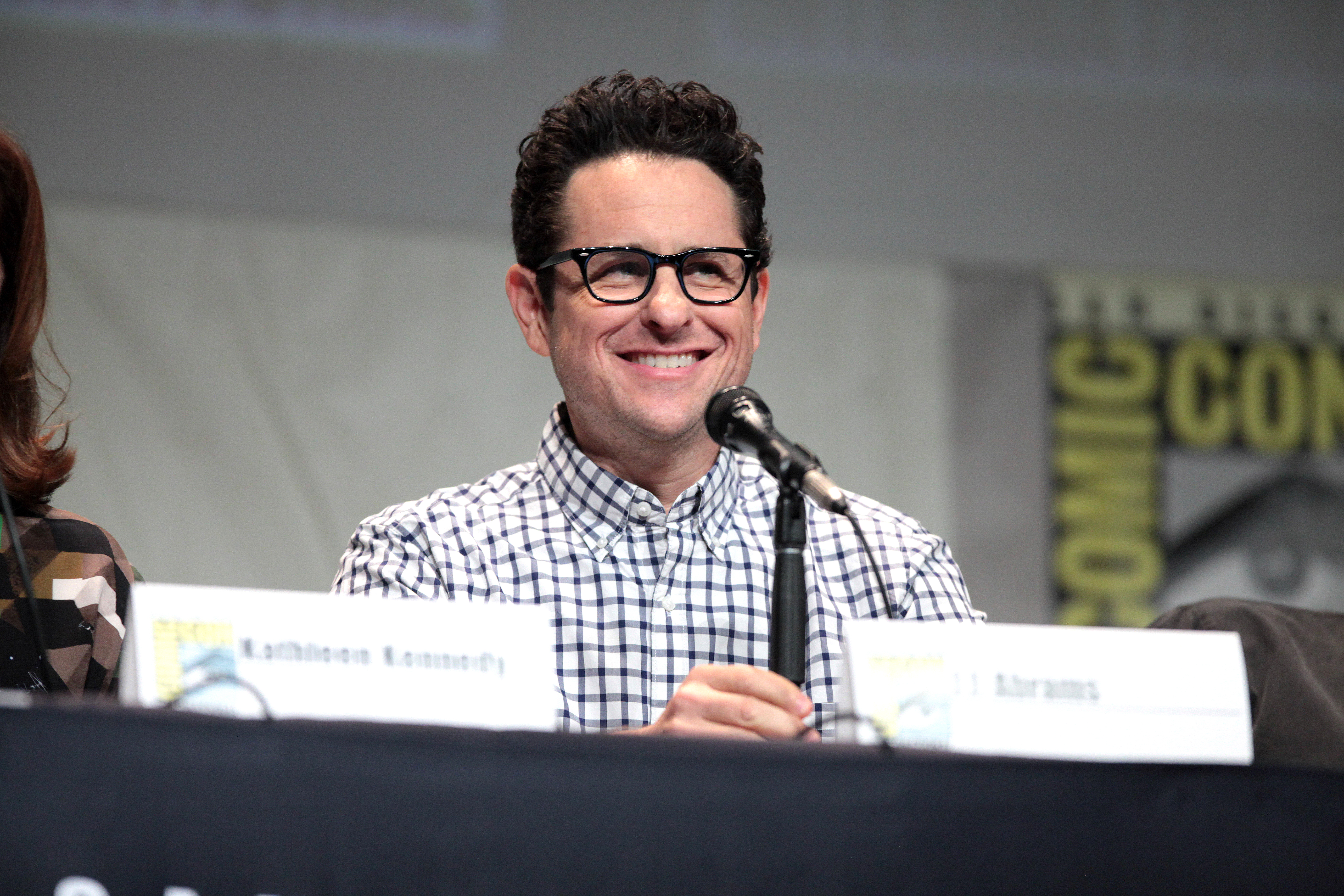
Джей Джей Абрамс

Грэйси Абрамс родилась и выросла в округе Лос-Анджелес (Калифорния) в семье менеджера по связям с общественностью Кэти МакГрат (род. 1970) и удостоенного двух премий Эмми кинорежиссёра, продюсера и сценариста Джей Джея Абрамса (род. 1966). У неё есть старший брат Генри и младший брат Август. Её мать имеет ирландское происхождение и является католичкой, а её отец — еврей. В детстве она посещала с ним иудейские религиозные службы.
Абрамс закончила Archer School for Girls, независимую школу для девочек в Западном Лос-Анджелесе. После окончания средней школы в 2018 году она поступила в Барнардский колледж на Манхэттене, где изучала международные отношения. После года учёбы она бросила колледж, чтобы посвятить себя музыкальной карьере.

## Музыкальная карьера

### Начало карьеры
Грэйси заинтересовалась музыкой в детстве и начала писать песни в восемь лет.
Абрамс начала выкладывать свою музыку на Soundcloud незадолго до поступления в колледж, и к 2018 году набрала 10 тысяч подписчиков. СМИ отмечали, что Абрамс очень активно использовала социальные сети для продвижения на ранних этапах своей карьеры. Подписав в 2019 году контракт с лейблом Interscope, она выпустила дебютный сингл «Mean It».

### Minor
14 июля 2020 года Абрамс выпустила свой дебютный мини-альбом Minor, в записи которого приняли участие Блейк Слаткин и лауреат премии Грэмми Джоэл Литтл, также работавший с Lorde и Тейлор Свифт. Мини-альбом был поддержан несколькими синглами, включая «21» и «I Miss You, I’m Sorry». Критики охарактеризовали жанр Абрамс как бедрум-поп, и отметили относительно слабый продакшен, который ставит вокал и тексты на первое место. The RiotMag сравнил лирику Грейси с дневниковыми записями.

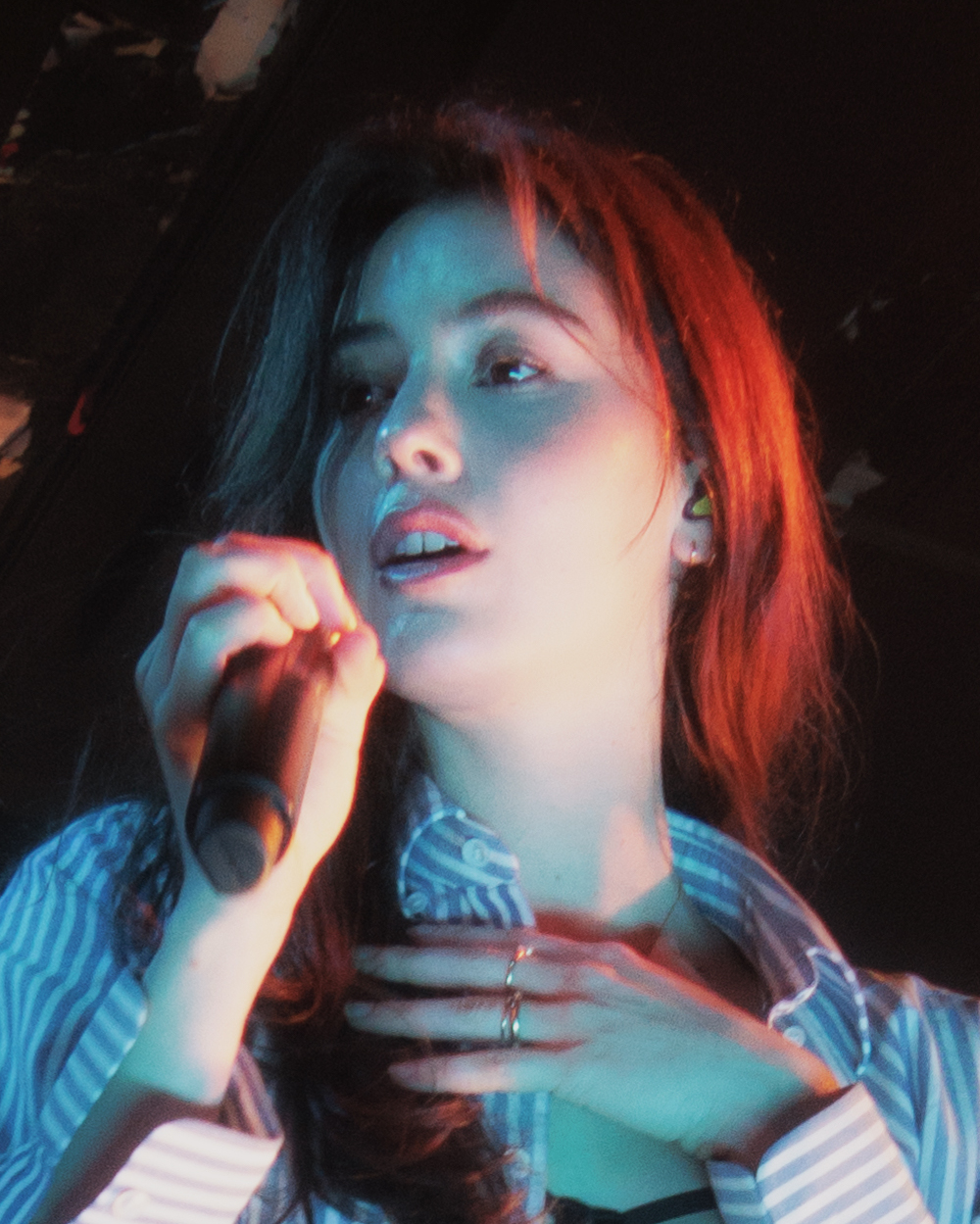
Грейси Абрамс в марте 2022 года

В 2021 году Абрамс отправилась тур I’ve missed you, I’m sorry Tour. Он начался 1 сентября 2021 года в Санта-Ана, Калифорния, и завершился 20 октября 2021 года в Лондоне, Англия. Тур также поддержал её неальбомный сингл «Mess It Up» и совместный с Бенни Бланко релиз «Unlearn» и включал в себя 11 концертов в США и Великобритании.

### This Is What It Feels Like
Вместо того, чтобы выпустить дебютный полнометражный альбом, Абрамс решила записать ещё один EP, с целью повысить свою узнаваемость. This Is What It Feels Like был выпущен 12 ноября 2021 года, и включал синглы «Feels Like» и «Rockland». Критики называли его более эмоциональным, нежели Minor. В написании и продюсировании альбома, помимо работавших над Minor Блейка Слаткина и Джоэла Литтла, принял участие лауреат Грэмми Аарон Десснер. Обозреватель Clash отметил, что работа с Десснером привнесла в музыку Грейси элементы альтернативного фолка, смешанные с игривой электроникой.

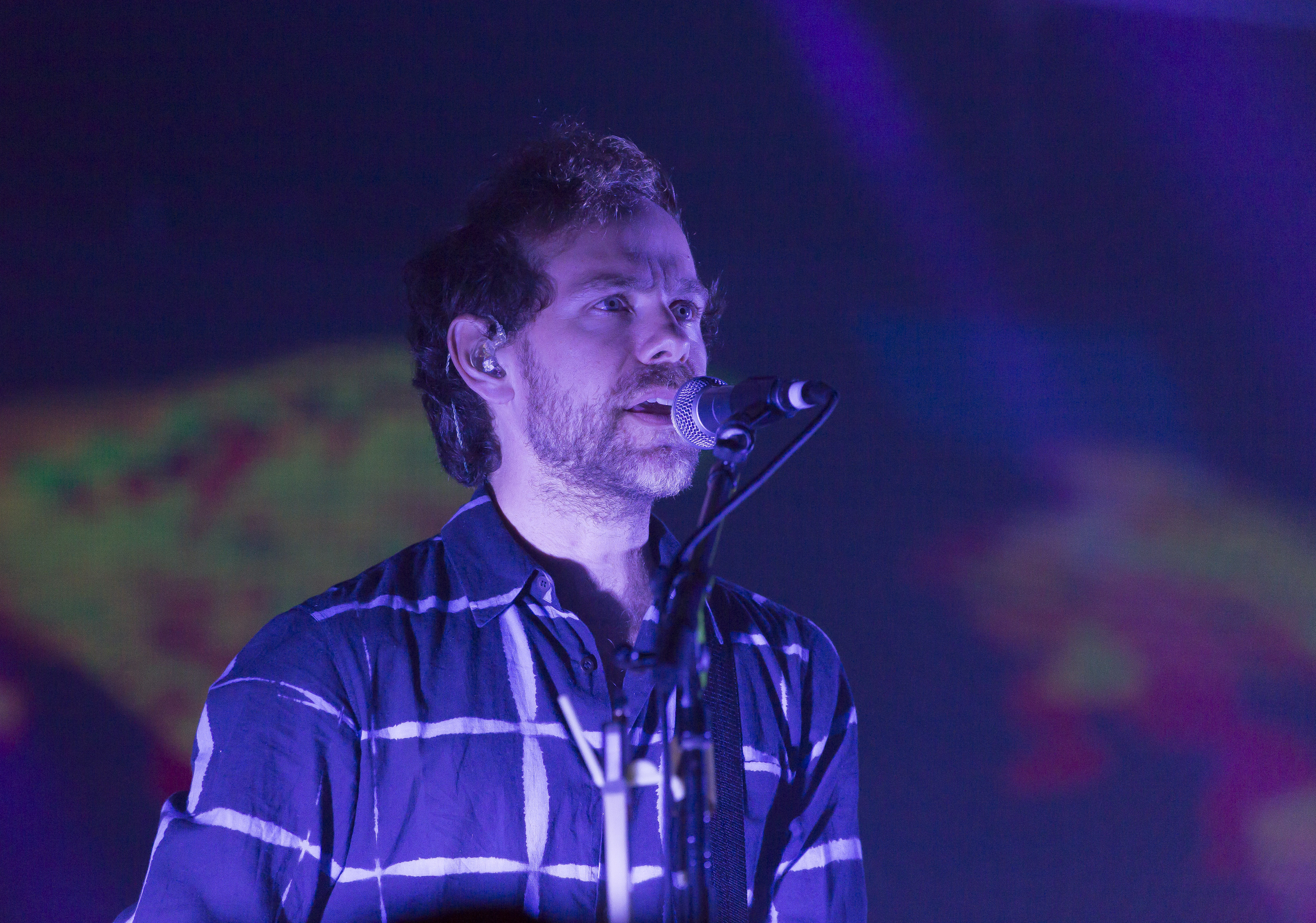
Аарон Десснер работал вместе с Абрамс над This Is What Feels Like и Good Riddance

Для продвижения альбома Грэйси провела свой второй международный тур, состоящий из 35 выступлений, который начался 2 февраля 2022 в Солт-Лейк-Сити и завершился 31 мая 2022 в Стокгольме. Кроме того, она присоединилась к Оливии Родриго, открыв 13 концертов в рамках её Sour Tour.

### Good RiddanceиThe Eras Tour
«Жанр „Sad Girl pop“ получил новую королеву»
— Изабелла Миллер, журнал Clash о выходе альбома Good Riddance 
7 октября 2022 года певица выпустила сингл «Difficult», который стал первым с её грядущего альбома. 13 января следующего года был выпущен второй сингл «Where do we go now?». 9 января 2023 года Абрамс объявила о выпуске своего дебютного альбома Good Riddance, который вышел 24 февраля 2023 года. 10 февраля вышел третий сингл «Amelie». Четвёртый сингл «I know it won’t work» стал доступен в день выхода альбома, Грэйси представила его на шоу Джимми Киммела.
Good Riddance получил положительные отзывы от изданий Clash, Allmusic, NME, Pitchfork, DIY и других.
Абрамс написала все песни Good Riddance в сотрудничестве с Аароном Десснером, который стал основным продюсером альбома. Good Riddance достиг 52-го места в чарте Billbord 200.
В 2023 году Абрамс проводит Good Riddance Tour, он начался 6 марта 2023 года в Чикаго. Кроме того, она должна выступить на разогреве минимум на тридцати шоу в рамках Eras Tour, который называют одним из величайших и самых кассовых туров в истории.

## Артистизм, влияния и признание

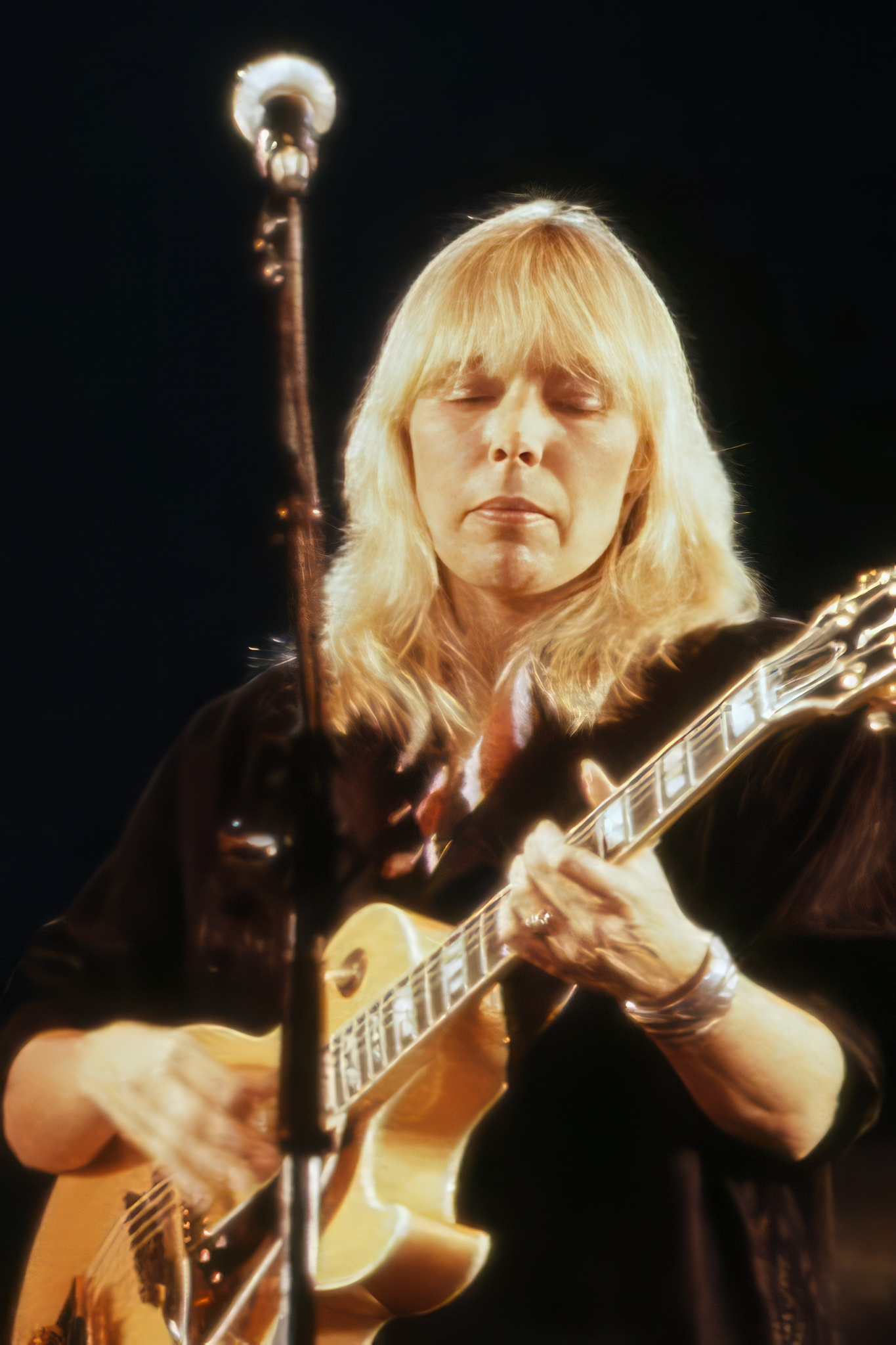
Абрамс считает, что на её творчество оказала большое влияние канадская певица Джони Митчелл

«В произведениях Грейси хрупкость сочетается с самоанализом, что мне действительно близко».
— Тейлор Свифт
Певческий голос Грэйси Абрамс — меццо-сопрано, диапазон — около двух октав. Публицист Киран Кохорст (англ. Kieran Kohorst) назвал её голос «болезненным, очаровательно сырым», а Ханна Майлри (англ. Hannah Mylrea) из NME «характерным» и «шелковистым». Среди артистов, которые повлияли на её творчество, она выделила Джони Митчелл, Тейлор Свифт, Bon Iver, The Killers, The 1975, Lorde, Джеймса Блейка, Кейт Буш, Фиби Бриджерс, Эллиотта Смита и Элвиса Костелло.
В своей лирике Абрамс исследует вину, личную ответственность, эскапизм, взросление, психическое здоровье, семью, отношения с друзьями и скрытые эмоции. Критики называли стиль её написания «исповедальным» и «глубоко личным».
В свою очередь, Тейлор Свифт, Фиби Бриджерс, Lorde, Post Malone, Билли Айлиш и Оливия Родриго выразили своё восхищение Абрамс. Оливия Родриго, называя Абрамс одним из своих любимых артистов, отметила, что мини-альбом Minor вдохновил её на написание сингла «Drivers Licence», который возглавил чарты во многих странах мира.

## Дискография

### Студийные альбомы
| Название      | Детали                                                                                               | Высшая позиция | Высшая позиция | Высшая позиция | Высшая позиция | Высшая позиция | Высшая позиция | Высшая позиция |
| Название      | Детали                                                                                               | US             | AUS            | CAN            | GER            | IRE            | NZ             | UK             |
| ------------- | --- | -------------- | -------------- | -------------- | -------------- | -------------- | -------------- | -------------- |
| Good Riddance | - Дата выхода: 24 февраля 2023 - Лейбл Interscope - Формат: CD, кассета, цифровые загрузки, стриминг | 52             | 30             | 55             | 19             | 4              | 40             | 3              |

- The Secret of Us (2024)

### Мини-альбомы
| Название                   | Детали                                                                                         |
| -------------------------- | ---------------------------------------------------------------------------------------------- |
| Minor                      | - Дата выхода: 14 июля 2020 - Лейбл Interscope - Формат: винил, цифровые загрузки, стриминг,   |
| This Is What It Feels Like | - Дата выхода: 12 ноября 2021 - Лейбл Interscope - Формат: винил, цифровые загрузки, стриминг, |

### Синглы
| Название                             | Год  | Пиковая позиция в чартах | Сертификаты    | Альбом                                       |
| Название                             | Год  | NZ Hot                   | Сертификаты    | Альбом                                       |
| ------------------------------------ | ---- | ------------------------ | -------------- | -------------------------------------------- |
| «Mean It»                            | 2019 | —                        |                | Неальбомный сингл                            |
| «Stay»                               | 2019 | —                        |                | Неальбомный сингл                            |
| «21»                                 | 2020 | —                        | - ARIA: золото | Minor                                        |
| «I Miss You, I’m Sorry»              | 2020 | —                        | - ARIA: золото | Minor                                        |
| «Long Sleeves»                       | 2020 | —                        |                | Minor                                        |
| «Friend»                             | 2020 | —                        |                | Minor                                        |
| «Brush Fire»                         | 2020 | —                        |                | Неальбомный сингл                            |
| «Unlearn» (при участии Бенни Бланко) | 2021 | —                        |                | Friends Keep Secrets 2 (альбом Бенни Бланко) |
| «Mess It Up»                         | 2021 | —                        |                | Неальбомный сингл                            |
| «Feels Like»                         | 2021 | 37                       |                | This Is What It Feels Like                   |
| «Rockland»                           | 2021 | —                        |                | This Is What It Feels Like                   |
| «Alright»                            | 2021 | —                        |                | This Is What It Feels Like                   |
| «Block Me Out»                       | 2022 | —                        |                | Good Riddance                                |
| «Difficult»                          | 2022 | —                        |                | Good Riddance                                |
| «Where Do We Go Now?»                | 2023 | 23                       |                | Good Riddance                                |
| «Amelie»                             | 2023 | —                        |                | Good Riddance                                |
| «I Know It Won’t Work»               | 2023 | 34                       |                | Good Riddance                                |

«—» сингл, который не попал в чарты или не был выпущен на этой территории.

## Награды и номинации
| Награда                  | Год  | Работа                       | Категория                                | Результат | Ссылка        |
| ------------------------ | ---- | ---------------------------- | ---------------------------------------- | --------- | ------------- |
| American Music Awards    | 2025 | Грэйси Абрамс                | New Artist of the Year                   | Ожидается | [ 59 ]        |
| American Music Awards    | 2025 | The Secret of Us             | Album of the Year                        | Ожидается | [ 59 ]        |
| Billboard Women in Music | 2025 | Грэйси Абрамс                | Songwriter of the Year                   | Победа    | [ 60 ]        |
| Grammy Awards            | 2024 | Грэйси Абрамс                | Лучший новый исполнитель                 | Номинация | [ 61 ]        |
| Grammy Awards            | 2025 | «Us» (вместе с Тейлор Свифт) | Лучшее поп-исполнение дуэтом или группой | Номинация | [ 62 ] [ 63 ] |
| iHeartRadio Music Awards | 2024 | Грэйси Абрамс                | Social Star Award                        | Победа    | [ 64 ]        |
| iHeartRadio Music Awards | 2025 | Грэйси Абрамс                | Breakthrough Artist                      | Победа    | [ 65 ]        |
| iHeartRadio Music Awards | 2025 | Грэйси Абрамс                | Best New Pop Artist                      | Номинация | [ 65 ]        |
| iHeartRadio Music Awards | 2025 | «I Love You, I'm Sorry»      | Best Lyrics                              | Номинация | [ 65 ]        |
| MTV Video Music Awards   | 2024 | Грэйси Абрамс                | Best New Artist                          | Номинация | [ 66 ]        |
| Swiss Music Awards       | 2025 | Грэйси Абрамс                | Best International Breaking Act          | Ожидается | [ 67 ]        |

## Туры

### Хедлайнинг
- I’ve missed you, I’m sorry Tour (2021)[10]
- This Is What It Feels Like Tour (2022)[11]
- Good Riddance Tour (2023)[12]

### Разогрев
- Оливия Родриго — Sour Tour (2022)[30]
- Тейлор Свифт — The Eras Tour (2023)[38]